# Giuseppe Botti (egittologo)
Giuseppe Botti (Modena, 3 agosto 1853 – Alessandria d'Egitto, 16 ottobre 1903) è stato un archeologo italiano.

## Biografia
Figlio di Tommaso e Barbara Manzini, si laureò in lettere all'Università di Bologna.
Ottimo conoscitore dei classici latini e greci, si dedicò particolarmente alla cultura egiziana antica, grazie agli stimoli del suo mentore G. Kminek-Szedlo. A causa delle disagiate condizioni economiche interruppe la sua carriera di egittologo per dedicarsi all'insegnamento nei licei. Infatti, nel 1882-83 insegnò a Cagliari, nel 1883-84 a Matera, nel 1888 a Spoleto e nel 1889 ad Alessandria d'Egitto.
Quando nel 1892 fu aperto il Museo greco-romano di Alessandria d'Egitto, Botti fu nominato direttore e riordinatore, coadiuvato da Émile Brugsch e da Alexandre Barsanti.
Da questo momento egli riprese in pieno l'attività di egittologo, e infatti nel 1892 iniziò gli scavi nella necropoli di Kōmesh-Shugāfah; nel 1895 scavò a Hamūd es-Sawari; nel 1896 scavò nei pressi della cosiddetta colonna di Pompeo, sotto la quale venne alla luce il Serapeo; nel 1897 scavò a Borg Abū el-Hashem.

## Opere principali
- Il museo di Alessandria e gli scavi dell'anno 1892, Alessandria d'Egitto, V. Penasson, 1893
- Plan de la ville d'Alexandrie a l'époque ptolémaïque, Alexandrie, imprimerie L. Carrière, 1898
- La côte alexandrine dans l'Antiquité, Le Caire, Imprimerie Nationale, 1898
- Catalogue des monuments exposés au Musée gréco-romain d'Alexandrie, 1900.